# Hao Shuai (lekkoatletka)
Hao Shuai (chiń. 郝帅; ur. 19 lipca 1987) – chińska lekkoatletka specjalizująca się w rzucie młotem.

## Osiągnięcia
- brązowy medal mistrzostw świata juniorów (Pekin 2006)
- srebro mistrzostw Azji (Guangdong 2009)
- 4. miejsce podczas uniwersjady (Shenzhen 2011)
- medalistka mistrzostw kraju oraz Chińskiej Olimpiady Narodowej

## Rekordy życiowe
- rzut młotem – 69,37 (2011)